# ゆうき (モデル)
ゆうき（YOUKI、11月21日生）は、日本のモデル。広島県出身。アマゾーヌ所属。身長176cm。B:80、W:59、H:88、S:24cm。血液型A型。趣味は読書、写真、テニス。

## 出演

### CM
- ユニクロ
- マイクロソフト
- 無印良品
- メタボリック リンデンダイエットリラックス
- 資生堂
- サッポロビール ヱビスビール
- 三共 ビトンテラピー
- KDDI au 家族割
- ロレアル
- リーバイス ルミネ
- ネスカフェ
- 花王 ビオレ
- ソニー サイバーショット（2007年）荒井萌、小市慢太郎、五代俊介と共演
- ベルキューブ（2007年）
- 大塚製薬 ネイチャーメイド（2007年）

### ショー
- MIKIMOTO
- Cartier
- EMILIO PUCCI
- LIMI feu
- YOSHIKI HISHINUMA
- FENDI
- ATSURO TAYAMA
- SHINICHIRO ARAKAWA
- 東京コレクション・JUNYA WATANABE
- Caivin Klein
- LOEWE

### スチル
- 三越
- 阪急
- シムリー
- RUNA
- 千趣会

### 雑誌
- GRACE
- 日経EW
- marisol
- Precious
- ミセス
- marie claire
- 流行通信
- ar
- FRaU
- DUNE
- 花椿
- MISS
- 装苑
- MORE
- Harper's BAZAAR
- ELLEjapon
- Oggi
- BAILA
- Grazia